# Regiunea Oradea

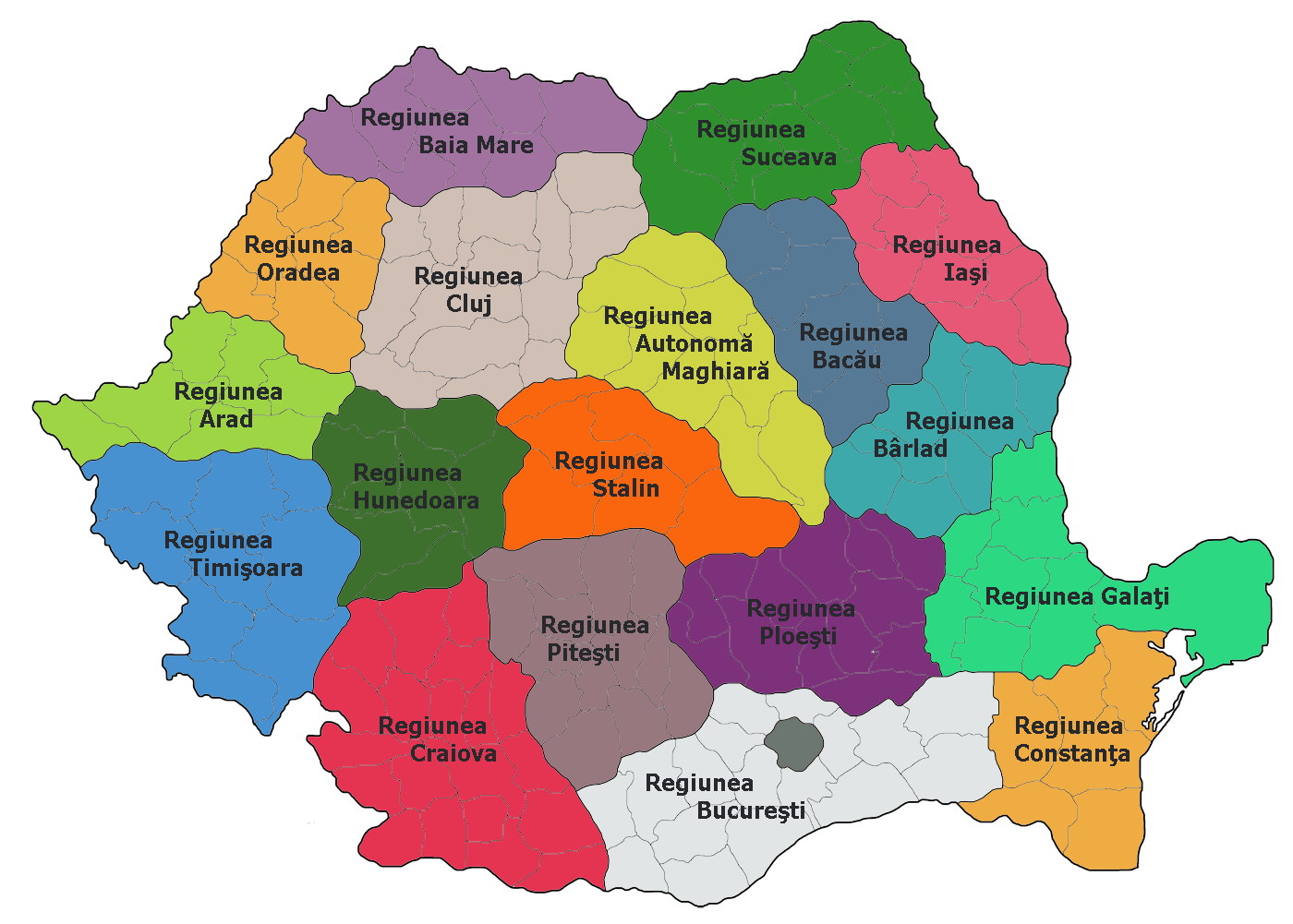
Regiunea Oradea în cadrul împărţirii administrative a României (1953)

Regiunea Oradea a fost o diviziune administrativ-teritorială situată în zona de nord-vest a Republicii Populare Române, înființată în anul 1952 (când a fost desființată regiunea Bihor) și care a existat până în anul 1960, când a fost înființată regiunea Crișana.

## Istoric
Reședința regiunii a fost la Oradea, iar teritoriul său cuprindea o suprafață apropiată de cea a actualului județ Bihor. Inițial, regiunea Oradea era formată din raioanele Aleșd, Beiuș, Marghita, Oradea, Salonta, Săcuieni și Șimleu. În anul 1956, după dizolvarea regiunii Arad, a încorporat raioanele Criș, Gurahonț și Ineu. În 1960 a fost redenumită ca regiunea Crișana.

## Vecinii regiunii Oradea
Regiunea Oradea se învecina:
- (1952 - 1956): la est cu regiunea Cluj, la sud cu regiunea Arad, la vest cu Republica Populară Ungară, iar la nord cu regiunea Baia Mare.
- (1956 - 1960): la est cu regiunea Cluj, la sud cu regiunile Timișoara și Hunedoara, la vest cu Republica Populară Ungară, iar la nord cu regiunea Baia Mare.

## Raioanele regiunii Oradea
Regiunea Oradea cuprindea următoarele raioane: 
- 1952–1956: Aleșd, Beiuș, Marghita, Oradea, Salonta, Săcuieni, Șimleu (Șimleu Silvaniei).
- 1956–1960: Aleșd, Beiuș, Criș (Chișineu Criș), Gurahonț (Sebiș), Ineu, Lunca Vașcăului (Dr. Petru Groza), Marghita, Oradea, Salonta, Săcuieni, Șimleu (Șimleu Silvaniei).